# Stracone zachody miłości (film)
Stracone zachody miłości – amerykańsko-francusko-kanadyjsko-angielski musical w reżyserii Kennetha Branagha z roku 2000.

## Obsada
- Kenneth Branagh – Berowne
- Natascha McElhone – Rosaline
- Adrian Lester – Dumaine
- Alicia Silverstone – Księżniczka
- Alessandro Nivola – Król
- Timothy Spall – Don Armando
- Matthew Lillard – Longaville
- Emily Mortimer – Katherine
- Richard Briers – sir Nathaniel
- Geraldine McEwan – Holofernia
- Stefania Rocca – Jacquanetta